# Phaedrotoma puertocisnensis
Phaedrotoma puertocisnensis är en stekelart som först beskrevs av Fischer 1964.  Phaedrotoma puertocisnensis ingår i släktet Phaedrotoma och familjen bracksteklar. Inga underarter finns listade i Catalogue of Life.